# Bouillé-Ménard
Pour les articles homonymes, voir Bouillé et Ménard.
Bouillé-Ménard est une commune française, située dans le département de Maine-et-Loire et la région Pays de la Loire.
Ce bourg rural du Haut-Anjou était à l'origine un domaine gallo-romain. Pauvre au XVIIIe siècle, Bouillé-Ménard reste encore aujourd'hui un village dont l'activité principale est l'agriculture. On ne compte pas moins de quarante exploitations agricoles sur la commune. Le village se situe entre deux lignes de crêtes dans la vallée de l'Araize. Après avoir subi un fort exode rural au XXe siècle, la commune connait un nouvel essor démographique depuis le début du XXIe siècle.

## Géographie

### Localisation
La commune est située dans le Haut-Anjou à 11 km au nord-ouest de Segré, la sous-préfecture, et environ 17 km de Pouancé, le chef-lieu de canton. Elle se situe à 4 km au nord de la D775, axe reliant Rennes à Angers.

### Topographie, géologie, relief
Bouillé-Ménard fait partie de l'unité paysagère du Segréen, et plus particulièrement de la sous-unité paysagère du Pouancéen, qui se caractérise par un paysage vallonné, aux ondulations orientées d'est en ouest où le maillage bocager tend à se densifier au fur et à mesure que l'on descend dans les vallons. Sur le plan géologique, la commune se trouve sur un terrain schisteux, de formation silurienne provenant du massif armoricain.
Le bourg de la commune se trouve pris en deux lignes de crêtes. La première se trouve au nord de la commune, culminant à 100 mètres d'altitude. L'altitude descend ensuite dans la vallée où coule l'Araize, à une altitude de 41 mètres environ. Une seconde ligne de crêtes reprend au sud de la commune, culminant à 99 mètres au lieu-dit la Chapelle aux Pies.
Bouillé-Ménard est une des rares communes de France métropolitaine (avec Alzon dans le Gard, et Gatteville-le-Phare dans la Manche), dont l'antipode est une terre émergée, en l'occurrence, l'île principale de l'archipel néo-zélandais des Bounty.

### Hydrographie
La commune est traversée d'ouest en est par l'Araize, affluent de l' Oudon. La rivière est rejointe par le ruisseau de Ruthor et par plusieurs autres ruisseaux, coulant en intermittence, peuvent rejoindre la rivière. Le ruisseau de Misengrain coule au sud, formant la frontière avec la commune de Combrée.

### Climat
Pour des articles plus généraux, voir Climat des Pays de la Loire et Climat de Maine-et-Loire.
En 2010, le climat de la commune est de type climat océanique altéré, selon une étude du CNRS s'appuyant sur une série de données couvrant la période 1971-2000. En 2020, Météo-France publie une typologie des climats de la France métropolitaine dans laquelle la commune est exposée à un climat océanique et est dans la région climatique Bretagne orientale et méridionale, Pays nantais, Vendée, caractérisée par une faible pluviométrie en été et une bonne insolation.
Pour la période 1971-2000, la température annuelle moyenne est de 11,7 °C, avec une amplitude thermique annuelle de 13,8 °C. Le cumul annuel moyen de précipitations est de 681 mm, avec 11,7 jours de précipitations en janvier et 6,5 jours en juillet. Pour la période 1991-2020, la température moyenne annuelle observée sur la station météorologique de Météo-France la plus proche, « Segré_sapc », sur la commune de Segré-en-Anjou Bleu à 9 km à vol d'oiseau, est de 12,8 °C et le cumul annuel moyen de précipitations est de 704,6 mm,. Pour l'avenir, les paramètres climatiques de la commune estimés pour 2050 selon différents scénarios d'émission de gaz à effet de serre sont consultables sur un site dédié publié par Météo-France en novembre 2022.

## Urbanisme

### Typologie
Au 1er janvier 2024, Bouillé-Ménard est catégorisée commune rurale à habitat dispersé, selon la nouvelle grille communale de densité à sept niveaux définie par l'Insee en 2022.
Elle est située hors unité urbaine. Par ailleurs la commune fait partie de l'aire d'attraction de Segré-en-Anjou Bleu, dont elle est une commune de la couronne,. Cette aire, qui regroupe 6 communes, est catégorisée dans les aires de moins de 50 000 habitants,.

### Occupation des sols
L'occupation des sols de la commune, telle qu'elle ressort de la base de données européenne d’occupation biophysique des sols Corine Land Cover (CLC), est marquée par l'importance des territoires agricoles (95,4 % en 2018), une proportion sensiblement équivalente à celle de 1990 (95,8 %). La répartition détaillée en 2018 est la suivante : 
terres arables (39,3 %), prairies (37,7 %), zones agricoles hétérogènes (18,4 %), zones urbanisées (1,9 %), espaces verts artificialisés, non agricoles (1,7 %), milieux à végétation arbustive et/ou herbacée (0,5 %), mines, décharges et chantiers (0,4 %), forêts (0,1 %). L'évolution de l’occupation des sols de la commune et de ses infrastructures peut être observée sur les différentes représentations cartographiques du territoire : la carte de Cassini (XVIIIe siècle), la carte d'état-major (1820-1866) et les cartes ou photos aériennes de l'IGN pour la période actuelle (1950 à aujourd'hui).

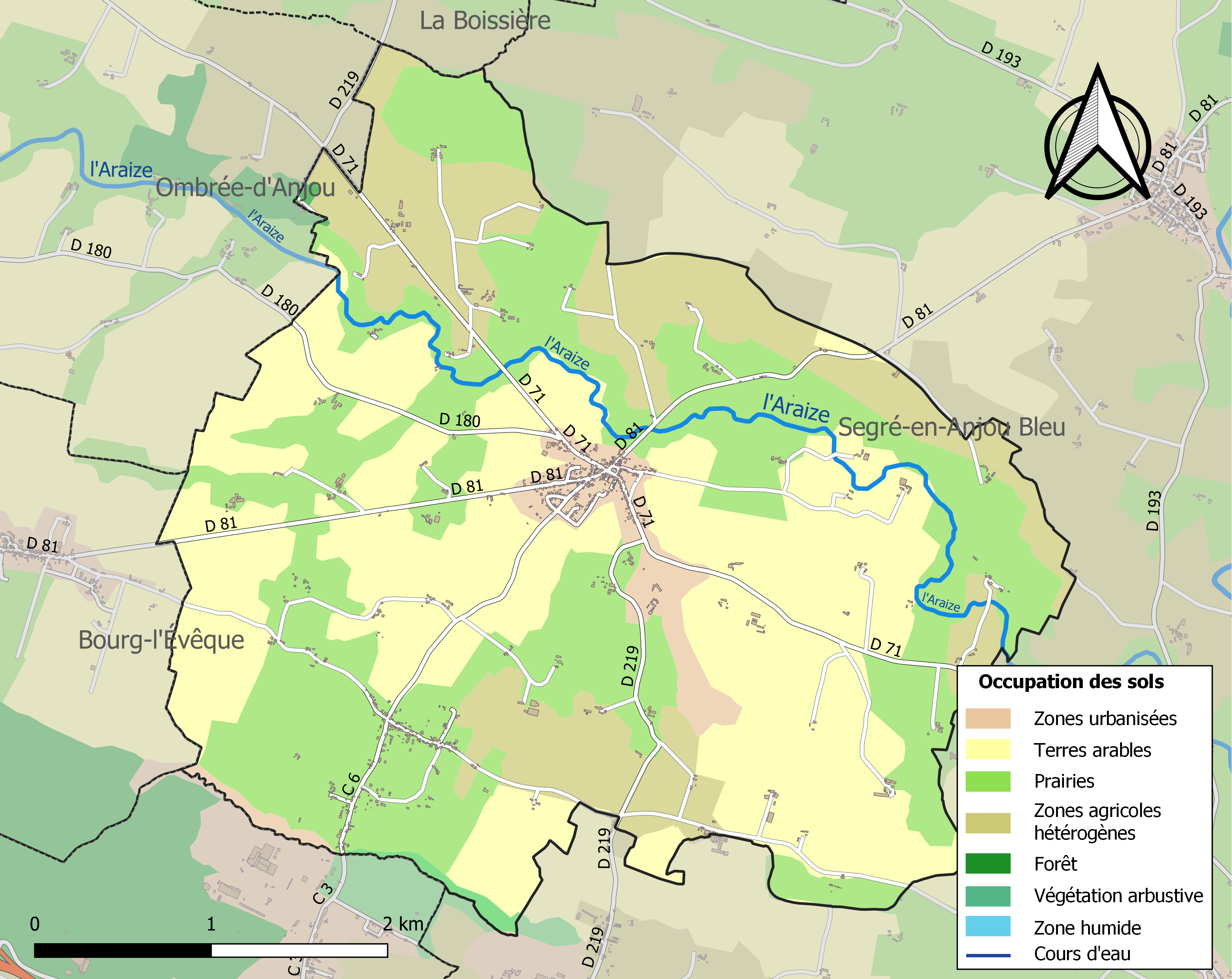
Carte des infrastructures et de l'occupation des sols de la commune en 2018 (CLC).

## Toponymie
Formes anciennes du nom : Bulleium en 1097, Bulliacum en 1125-1139.

## Histoire
Bouillé-Ménard a une longue tradition d'extraction d'ardoise et de fer qui remonte au moins au Moyen Âge, faisant partie du bassin de Segré-Nyoiseau / Noyant-Combrée, cœur du territoire de l’extraction minière fer et ardoise dans le Haut-Anjou. Le Cher et la Loire à proximité ont considérablement contribué à l'extension de ces activités.

### Préhistoire et Antiquité
Une hache polie et une agate verte ont été trouvées sur le territoire de la commune, preuve de l'existence de peuplement pendant la Préhistoire. Dans l'Antiquité, Bouillé-Ménard était un domaine gallo-romain, connu sous le nom de Bulliacum.

### Moyen Âge
La paroisse est fondée dès le XIe siècle et devient une seigneurie au XIIe siècle. Un de ses premiers seigneurs se nomme Bernard de Bouillé. Jusqu'au XIIIe siècle, la famille seigneuriale de Bouillé relève directement d'Angers. La famille est suzeraine de la seigneurie de Pouancé. Elle fait don avant 1148 d'un terrain défriché à l'évêque d'Angers, Ulger, qui y fonda Bourg-l'Évêque. Du XIVe siècle jusqu'à la fin du XVe siècle, la famille Aménard possède le château.

### Ancien régime et Révolution
Au XVIIe siècle, le château appartient à la famille d'Acigné, qui le vend en 1756 à Louis-Benjamin de la Mothe d'Andigné. Au XVIIIe siècle, la majorité des habitants de la paroisse sont pauvres et subsistent grâce au commerce du fil qu'ils vendent à Pouancé, Craon, Segré, ou en Bretagne. La paroisse possède un chirurgien et un poste de gabelle avec un lieutenant, dépendant du grenier à sel de Pouancé.
Pendant la  Révolution française, en 1790, la paroisse devient chef-lieu d'un canton qui comprend alors neuf communes. Un religieux, le curé Urbain Giron, rejoint peut-être les chouans. Les autres religieux prêtent serment, mais l'un d'eux est remplacé en 1792 après s'être rétracté.

### Époque contemporaine
En 1804, le canton de Bouillé-Ménard est démantelé au profit des cantons de Pouancé et Segré. Bouillé-Ménard est incluse dans le canton de Pouancé. La mairie est construite en 1856, en même temps que l'école de garçons. Une école de filles est établie en 1912. La Première Guerre mondiale voit la mort de 63 habitants de la commune. Le monument aux morts est construit en 1921. L'électricité est établie en 1926. La Seconde Guerre mondiale fait neuf victimes.

## Politique et administration
Bouillé-Ménard est située dans le canton de Pouancé, arrondissement de Segré, dans le département de Maine-et-Loire.

### Administration municipale
La commune comptant moins de 1 000 habitants, son conseil municipal est constitué de 15 élus.
| Période                                  | Période                   | Identité                         | Étiquette      | Qualité                         |
| ---------------------------------------- | ------------------------- | -------------------------------- | -------------- | ------------------------------- |
| 1790                                     | 1793                      | Hunault                          |                |                                 |
| 1793                                     | 1797                      | Halligon                         |                |                                 |
| 1797                                     | 1799                      | Christophe Guion                 |                |                                 |
| 1800                                     | 1804                      | François Fourmont                |                |                                 |
| 1804                                     | 1808                      | Joseph Legueu                    |                |                                 |
| 1808                                     | 1812                      | Charles-Edouard Walsh de Serrant |                |                                 |
| 1812                                     | 1815                      | René Malin                       |                |                                 |
| 1815                                     | 1826                      | Jean Faucheux                    |                |                                 |
| 1826                                     | 1830                      | Walsh de Serrant                 |                |                                 |
| 1830                                     | 1832                      | René Malin                       |                |                                 |
| 1832                                     | 1840                      | Louis Bource                     |                |                                 |
| 1840                                     | 1847                      | René Malin                       |                |                                 |
| 1847                                     | 1874                      | Jean-Achille Hunault             |                |                                 |
| 1874                                     | 1878                      | Louis Guillet                    |                |                                 |
| 1878                                     | 1881                      | Louis Bource                     |                |                                 |
| 1881                                     | 1884                      | Yves Fournier                    |                |                                 |
| 1884                                     | 1888                      | Henri Brard                      |                |                                 |
| 1888                                     | 1892                      | Jean Cormier                     |                |                                 |
| 1892                                     | 1896                      | Henri Brard                      |                |                                 |
| 1896                                     | 1900                      | Jean Cormier                     |                |                                 |
| 1900                                     | 1908                      | Henri Brard                      |                |                                 |
| 1908                                     | 1912                      | Maurice Ménard                   |                |                                 |
| 1912                                     | 1919                      | Pierre Ronflé                    |                |                                 |
| 1919                                     | 1925                      | Jacques Marsollier               |                |                                 |
| 1925                                     | 1935                      | Eugène Gohier                    |                |                                 |
| 1935                                     | ?                         | Louis Petiteau                   |                |                                 |
| 1971                                     | 1989                      | Leroy Antoine                    |                |                                 |
| 1989                                     | 2001                      | Claude Chrétien                  | Sans étiquette | Retraité agricole               |
| 2001                                     | mars 2008                 | Marie-Paule Grosbois             | Sans étiquette | Secrétaire en assaurances       |
| mars 2008                                | mai 2020                  | Vincent Gislier                  | Sans étiquette | Monteur-câbleur en aéronautique |
| mai 2020                                 | En cours (au 28 mai 2020) | Yannick Galon                    |                |                                 |
| Les données manquantes sont à compléter. |                           |                                  |                |                                 |

### Intercommunalité (1966-1995-2016)
La commune adhère, comme les autres communes du canton de Pouancé, à un syndicat intercommunal à vocation multiple (SIVM) créé en 1966. Celui-ci devient la communauté de communes de la région de Pouancé-Combrée en 1995. Le 14 décembre 2016, elle se retire de l'intercommunalité, qui est dissoute le lendemain, et rejoint le 1er janvier 2017 Anjou Bleu Communauté.

## Population et société

### Démographie

#### Évolution démographique
Dans son Dictionnaire Historique, Géographique et Biographique de Maine-et-Loire, Célestin Port livre le compte de la population de Bouillé-Ménard sous l'Ancien Régime. La population est exprimée en « feux », c'est-à-dire en foyer de famille. Pour estimer le nombre d'habitants, il faut appliquer un coefficient multiplicateur de 5. En 1720, la paroisse compte 161 feux, pour 708 habitants. En 1790, elle compte 908 habitants.

L'évolution du nombre d'habitants est connue à travers les recensements de la population effectués dans la commune depuis 1793. Pour les communes de moins de 10 000 habitants, une enquête de recensement portant sur toute la population est réalisée tous les cinq ans, les populations de référence des années intermédiaires étant quant à elles estimées par interpolation ou extrapolation. Pour la commune, le premier recensement exhaustif entrant dans le cadre du nouveau dispositif a été réalisé en 2007.

En 2022, la commune comptait 775 habitants, en évolution de +4,03 % par rapport à 2016 (Maine-et-Loire : +2,12 %, France hors Mayotte : +2,11 %).
| 1793 | 1800 | 1806 | 1821 | 1831 | 1836 | 1841 | 1846 | 1851 |
| ---- | ---- | ---- | ---- | ---- | ---- | ---- | ---- | ---- |
| 925  | 832  | 881  | 919  | 817  | 911  | 926  | 928  | 940  |

| 1856 | 1861 | 1866  | 1872 | 1876 | 1881 | 1886 | 1891 | 1896  |
| ---- | ---- | ----- | ---- | ---- | ---- | ---- | ---- | ----- |
| 928  | 904  | 1 017 | 914  | 896  | 922  | 970  | 998  | 1 103 |

| 1901  | 1906  | 1911  | 1921  | 1926  | 1931  | 1936  | 1946 | 1954 |
| ----- | ----- | ----- | ----- | ----- | ----- | ----- | ---- | ---- |
| 1 394 | 1 607 | 1 431 | 1 255 | 1 229 | 1 219 | 1 047 | 922  | 992  |

| 1962 | 1968 | 1975 | 1982 | 1990 | 1999 | 2006 | 2007 | 2012 |
| ---- | ---- | ---- | ---- | ---- | ---- | ---- | ---- | ---- |
| 901  | 891  | 746  | 733  | 719  | 638  | 717  | 728  | 734  |

| 2017 | 2022 | - | - | - | - | - | - | - |
| ---- | ---- | - | - | - | - | - | - | - |
| 750  | 775  | - | - | - | - | - | - | - |

#### Pyramide des âges
La population de la commune est relativement jeune.
En 2018, le taux de personnes d'un âge inférieur à 30 ans s'élève à 40,3 %, soit au-dessus de la moyenne départementale (37,2 %). À l'inverse, le taux de personnes d'âge supérieur à 60 ans est de 21,9 % la même année, alors qu'il est de 25,6 % au niveau départemental.
En 2018, la commune comptait 362 hommes pour 390 femmes, soit un taux de 51,86 % de femmes, légèrement supérieur au taux départemental (51,37 %).
Les pyramides des âges de la commune et du département s'établissent comme suit.
| Hommes | Classe d’âge | Femmes |
| ------ | ------------ | ------ |
| 1,1    | 90 ou +      | 2,6    |
| 5,5    | 75-89 ans    | 8,4    |
| 13,8   | 60-74 ans    | 12,3   |
| 20,2   | 45-59 ans    | 17,4   |
| 19,4   | 30-44 ans    | 18,6   |
| 16,1   | 15-29 ans    | 13,1   |
| 23,9   | 0-14 ans     | 27,6   |

| Hommes | Classe d’âge | Femmes |
| ------ | ------------ | ------ |
| 0,9    | 90 ou +      | 2,1    |
| 7      | 75-89 ans    | 9,5    |
| 16,2   | 60-74 ans    | 16,9   |
| 19,4   | 45-59 ans    | 18,7   |
| 18,2   | 30-44 ans    | 17,5   |
| 18,8   | 15-29 ans    | 17,6   |
| 19,5   | 0-14 ans     | 17,6   |

### Enseignement
Bouillé-Ménard possède une école publique primaire dépendant de l'académie de Nantes (école Alfred-Clément), en RPI avec Bourg-l'Évêque, ainsi qu'une école privée mixte sous contrat (école Saint-Joseph). Les collèges se trouvent à Pouancé ou Segré et les lycées se situent à Segré.

### Santé
Il n'y a pas de médecin ni d'infirmier installé à Bouillé-Ménard. Les plus proches sont basés à Châtelais, Bel-Air de Combrée ou Noyant-la-Gravoyère. L'hôpital et les cliniques les plus proches se situent à Segré, de même que le service maternité.

### Sports
La commune dispose pour équipement sportif d'un terrain de football et d'un terrain de basket-ball. L'Association Sportive Bouillé-Ménard Pétanque organise des concours et des jeux de pétanque tandis que l'USEP en RPI avec Bourg-l'Évêque gère les activités sportives pour les enfants.

### Manifestations
Bouillé-Ménard accueille chaque année depuis 1983 une foire aux rillauds. L'édition 2014 a été fréquentée par environ 10 000 visiteurs, et a vu s'écouler près de 2,5 tonnes de viandes et 850 kg de saucisses.

## Économie
Selon l'INSEE, la commune compte en 2009, hors exploitations agricoles, onze entreprises dont quatre dans la construction et sept dans le commerce, le transport, la réparation automobile et les services divers. Six ans plus tard, en 2015, sur les 46 établissements présents, 33 % relèvent du secteur de l'agriculture (pour une moyenne de 11 % sur le département), 9 % du secteur de l'industrie, 7 % de celui de la construction, 37 % du secteur du commerce et des services et 15 % de celui de l'administration et de la santé.

### Commerces
Une supérette dispose d'un relais Poste.

### Agriculture
On compte 41 exploitations agricoles en 2000. Le nombre d'exploitations a diminué entre 1988 et 2000, passant de 47 à 41, de même que la superficie cultivée a, elle, augmenté dans cette période, passant de 1 476 hectares (moyenne 31 hectares par exploitation) à 1 428 hectares (35 hectares par exploitation). Vingt-trois exploitations élèvent des bovins, le nombre de tête baissant  de 2 395 à 1 708 entre 1988 et 2000, et quinze de volailles, dont le nombre augmente très fortement, de 555 à 27 432 sur la même période.

### Appellations sur le territoire
La commune possède au total une quinzaine d'appellations sur le territoire:
- AOC - AOP Maine-Anjou ;
- IGP Bœuf du Maine ; Cidre de Bretagne ou Cidre breton ; Farine de blé noir de Bretagne - Gwinizh du Breizh ;
- IGP Maine-et-Loire blanc ; Maine-et-Loire rosé ; Maine-et-Loire rouge ; Val de Loire blanc ; Val de Loire rosé ; Val de Loire rouge ;
- IGP Volailles de Janzé ; Volailles de Loué ; Volailles du Maine ; Volailles d’Ancenis ; Œufs de Loué

## Culture locale et patrimoine

### Lieux et monuments
Le château de Bouillé-Ménard date du XVIe siècle environ. Il est la propriété de la famille Walsh de Serrant au XVIIIe siècle, mais ceux-ci le vendent en 1882 à Henri Brard. Le bâtiment est alors restauré. Le porche d'entrée est flanqué de deux tours circulaires encastrées dans le logis.
Le manoir de la Renazaie est un manoir du XVIe siècle, construit en schiste. La façade possède une porte en ogive et deux séries de fenêtres à meneaux et croisillons.
L'église Sainte-Maurille d'origine a été restaurée entre 1842 et 1849, puis complètement rebâtie en 1894 par l'architecte Beignet. Elle a été financée par la fabrique et un don de Mme Brard, propriétaire du château. Les statues et peintures anciennes ont disparu,.

### Patrimoine culturel
La commune possède une bibliothèque et une salle de théâtre pour équipement culturel.
La commune est affiliée au syndicat d'initiative du Haut-Anjou pouancéen, syndicat intercommunal. La Foire aux rillauds, galettes et boudins a lieu chaque année lors du week-end suivant le 3 novembre. L'association Culture et Patrimoine de Bouillé organise des événements artistiques et culturels et participe à la restauration du château de Bouillé-Ménard.

### Personnalités liées à la commune
- Paul Walsh de Serrant, né le 10 octobre 1827 au château de Bouillé-Ménard, décédé en 1912 à Plessé-le-Dresny, comte de Walsh-Serrant, gros propriétaire terrien, descendant d'une famille irlandaise immigrée en Bretagne au XVIIe siècle et enrichie dans le commerce maritime à Nantes. Il est évoqué, comme grand chasseur, sous le pseudonyme de comte de Kergoorlas, à de nombreuses reprises dans le livre de Frank Davies : Chasse aux loups et autres chasses en Bretagne publié en anglais en 1875[39].
- Paul Guédon (1890-1959), poète né à Bouillé-Ménard.
- Christiane Lambert (1961), agricultrice à Bouillé-Ménard et responsable d'organismes professionnels.

## Pour approfondir